# Mordellaria scripta
Mordellaria scripta es una especie de coleóptero de la familia Mordellidae.